# Archivio biblioteca museo civico
L'Archivio Biblioteca Museo Civico (o A.B.M.C.) è un ente, avente principalmente la funzione di biblioteca e museo, situato nella città di Altamura. 

## Descrizione
L'archivio e biblioteca dell'A.B.M.C. include 90.000 libri di vario tipo, tra i quali pergamene e volumi, risalenti al Medioevo e al Cinquecento oltre che libri moderni. Dell'A.B.M.C. sono anche i volumi antichi proveniente principalmente dal lascito della precedente Biblioteca Comunale, rimpiazzata dall'A.B.M.C. a metà del Novecento. Il numero di volumi è notevolmente cresciuto nel corso degli anni.
L'ente conserva anche innumerevoli reperti di inestimabile valore storico, come ad esempio il cofanetto limosino, il tonografo e quadri sia antichi che di arte moderna. Contiene anche dei frammenti ossei ritenuti di Dante Alighieri, di cui parla anche Indro Montanelli nel suo libro Dante Alighieri (fascicolo numero 4 della collana “I Protagonisti”, pubblicato nel 1993 con Il Giornale). Tra gli innumerevoli beni conservati, ci sono anche il carteggio e l'album di progetti dell'architetto Orazio Lerario, e l'opera I quattro libri dell'architettura, edizione originale del 1570 del libro scritto da Andrea Palladio.
Tra i libri più antichi ci sono 18 incunaboli e 434 cinquecentine e parecchi libri risalenti al XVII e XVIII secolo.

## Storia
L'idea di creare un'istituzione culturale di tutela del patrimonio culturale e archivistico della città comparve per la prima in una lettera del 6 settembre 1946 del conte Celio Sabini. La lettera era indirizzata al direttore onorario della Biblioteca Comunale prof. Francesco Lospalluto ed era accompagnata da un dono di 1122 volumi e 562 fascicoli.
L'idea del conte Celio Sabini fu esposta il 4 novembre 1948 in una riunione presso la Biblioteca Comunale, nella quale la proposta di creare l'Archivio Biblioteca Museo Civico fu approvata. L'ente nacque ufficialmente il 19 ottobre 1949 con la notarizzazione dell'atto da parte del notaio Ferdinando Schifini.
Il 6 dicembre 1963 divenne anche ente morale e il 12 giugno 1985 fu riconosciuto dalla Regione Puglia anche "ente di interesse locale".

### Riferimenti normativi
- Decreto del Presidente della Repubblica 6 dicembre 1963, n. 2069 - Erezione in ente morale dell'"Archivio-Biblioteca-Museo civico", con sede in Altamura (Bari).